# Ylä-Ruokonen
Ylä-Ruokonen eller Ylä Ruokosenjärvi är en sjö i Finland. Den ligger i kommunen Juga i landskapet Norra Karelen, i den centrala delen av landet, 400 km nordost om huvudstaden Helsingfors. Ylä-Ruokonen ligger 209,3 meter över havet. I omgivningarna runt Ylä-Ruokonen växer i huvudsak barrskog. Arean är 2,08 kvadratkilometer och strandlinjen är 16,07 kilometer lång. Sjön  ingår i Vuoksens huvudavrinningsområde. 